# Noč kadr (sura)
Noč kadr (arabsko Al-Qadr) je 97. sura (poglavje) v Koranu, ki jo sestavlja 5 ajatov (verzov). Je meška sura.
Med opravljanjem molitve (salata oz. namaza) pri tej suri verniki opravijo 1 ruku' (priklon).
.        Sura kadr … Ina enzelnahu fi lejletl kadr. Lejletl kadr hajru min kuli emr, tenezelu melaikete ve ruhu fi ha bi izni rabihim min kuli emar. Selamu hija hata matle in fedzr.